# Місто серед моря
«Місто серед моря» — вірш Едгара Аллана По. Остаточна версія була опублікована у 1845 році, до цього видавались версії під назвами «Приречене місто» (1831) та «Місто гріха». Вірш розповідає історію міста під керуванням уособлення Смерті. В творі використані типові для готичної літератури елементи. Вірш був надрукований у журналах «Southern Literary Messenger», «The American Review», «the Broadway Journal», а також у збірці «Поети та поезія Америки (англ. The Poets and Poetry of America)» (1850).
Джерелом натхнення для написання твору стала поема Семюела Тейлора Кольріджа «Кубла-хан».